# Virgulilla
La virgulilla o tilde (~) es un signo diacrítico en forma de trazo ondulado que se coloca sobre la letra. La virgulilla generalmente es identificada como la tilde de la eñe o virgulilla de la eñe (~), aunque la Real Academia Española acepta también como ejemplos de virgulilla el apóstrofo (’), la cedilla (¸), y el acento agudo (´). Las palabras «tilde» y «virgulilla» se pueden referir a cualquier trazo, sin embargo, el contexto puede indicar si específicamente se alude o no al signo aquí referido, o sea a (~).
En lógica, la virgulilla es utilizada como negación (~), aunque también se utiliza el símbolo ¬.

## Usos

### Como diacrítico
En varias lenguas escritas, así como en el Alfabeto Fonético Internacional, puede ir presente arriba de una letra para indicar un cambio de pronunciación, por ejemplo, la nasalización o velarización (ã, õ, ẽ, ә̃, ĩ, у̃, ũ, ɾ̃, ᵶ, ɫ).

#### Abreviaturas

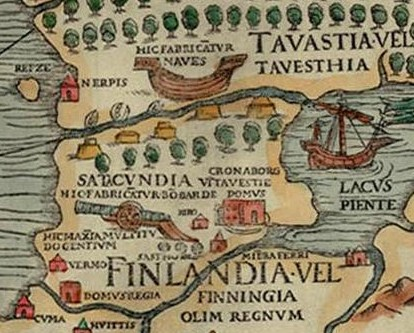
Carta marina que muestra la economía de Finlandia, con abreviaturas en las frases Hic fabricantur naves e Hic fabricantur bombarde.

En documentos de la Edad Media escritos en latín, se empleó para indicar abreviaturas. Cuando había una ‹n› o una ‹m› precedida por vocal, a menudo se omitía, sustituyéndose por una virgulilla (una ‹n› pequeña) encima de dicha vocal para indicar la omisión. Este es el origen del uso de la virgulilla para indicar nasalización (compárese con el uso de la diéresis para indicar una ‹e› omitida).
Esta práctica prosiguió asimismo tras el desarrollo de la imprenta como una forma de reducir la longitud del texto. En la actualidad sigue empleándose en portugués —para indicar nasalización de algunas vocales.
A veces, también se emplea sobre otras letras para abreviar palabras muy comunes, por ejemplo, sobre la cu (q̃) en vez de escribir que.

#### Nasalización
En portugués, la virgulilla, originalmente una ‹n› de menor tamaño que fue elidida en el galaico-portugués antiguo, indica la nasalización de la vocal que la lleva. Por ejemplo mão (lat. manu, esp. mano); razões (lat. rationes, esp. razones). También se emplea para indicar nasalización en algunas lenguas indígenas americanas, como el guaraní, así como en el Alfabeto Fonético Internacional.
En bretón, la ‹ñ›, después de una vocal, no se pronuncia; pero cambia la pronunciación de la vocal precedente, que debe nasalizarse. Por ejemplo, ‹an› se pronuncia [ãn], mientras que ‹añ› se pronuncia [ã].

#### Palatización
En español, la ene con virgulilla (‹ñ›, ‹Ñ›) se desarrolla a partir del dígrafo ‹nn› y se llama eñe. Se considera como una letra de pleno derecho —y no una simple ‹n› acentuada— que representa una consonante nasal palatal (/ɲ/, y se ordena alfabéticamente entre la ‹N› y la ‹O›. La ‹ñ› también representa la nasal palatal de otros idiomas tales como el asturiano, el filipino, el idioma mapuche, el guaraní, el gallego y el euskera, entre otros.

#### Extensión del alfabeto
En estonio, la ‹õ› representa la vocal semicerrada posterior no redondeada, y se considera una letra independiente, tal como la eñe española.

#### Tono
En vietnamita, la virgulilla sobre una vocal indica un tono fluctuante.

#### Alfabeto Fonético Internacional
En el Alfabeto Fonético Internacional, la virgulilla se puede poner de varias maneras:
- Encima de una letra indica nasalización: [ã], [ṽ].
- Sobreimpuesta en el centro de una letra indica velarización o faringalización: [ɫ], [z̴]. Si no existe el carácter Unicode precompuesto correspondiente, se puede emplear el carácter de combinación U+0334 « ̴ » para generarlo.
- Debajo de la letra indica laringalización: [d̰]. Si no existe el carácter Unicode precompuesto correspondiente, se puede emplear el carácter de combinación U+0330 « ̰ » para generarlo.

Guion JIS correcto
Guion Unicode incorrecto

### Como carácter autónomo

#### Lógica
En la lógica proposicional, este símbolo se utiliza para indicar la negación de una proposición; por ejemplo, tomamos como referencia el juicio o proposición: «Raúl tuvo suerte ese día» y su representación simbólica la definimos como [p]; entonces, si la proposición cambia a: «Raúl no tuvo suerte ese día», la representación será [~p]. Para este uso, también se utiliza el símbolo: ¬ (de hecho conocido como «símbolo de negación»).

#### Matemática
Comúnmente, indica cantidad aproximada o estimación. En Estadística indica la distribución de una variable. 
La tilde puede indicar una igualdad aproximada en una variedad de maneras. Puede ser utilizado para referirse a la igualdad asintótica de dos funciones. Por ejemplo, f(x) ~ g(x), significa que limx→∞ f(x)/g(x) = 1. Una tilde también se utiliza para indicar «aproximadamente igual a» (por ejemplo, 1.902 ~ = 2). Este uso probablemente se desarrolló como una alternativa escrita al  utilizado para el mismo propósito en las matemáticas escritas, lo cual es un signo de igual (=) con la barra superior sustituida por un bar con una joroba hacia arriba o lazo en el medio o, a veces, una tilde (≃). El símbolo «≈» también se utiliza para este propósito. Del mismo modo, una tilde puede ser utilizada por sí sola entre dos expresiones (por ejemplo, a ~ 0.1) para afirmar que las dos son del mismo orden de magnitud.

#### Lingüística
En lingüística, especialmente en sociolingüística, dialectología y lingüística histórica, se usa la virgulilla para separar formas lingüísticas en variación, sea esta en el uso atestiguado o en las fuentes documentales, y en los distintos niveles lingüísticos. Así, se puede marcar que dos o más unidades lingüísticas se usan o aparecen de manera alternante, sean estos sonidos (p.e. [f] ~ [ɸ]), formas de la misma palabra (p.e. México ~ Méjico), palabras sinónimas (p.e. calle ~ rúa ~ vía), etcétera.
En diccionarios y en textos sobre lexicografía, por su parte, a veces se utiliza la virgulilla en un texto para no repetir el lema del que se está tratando. Por ejemplo, «pata [...]. estirar la ~ [...]».

#### Informática

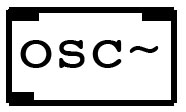
Oscilador de Pure Data.

En informática tiene varios usos dependiendo del entorno:
- En sistemas UNIX se emplea para identificar al directorio de usuario de tal forma que la expresión $HOME/archivo es equivalente a ~/archivo; ambas normalmente terminan convirtiéndose en /home/usuario/archivo.
- En MS-DOS y en la consola de Windows sirve para indicar uno de los muchos posibles archivos que tienen el mismo inicio. En este sistema los nombres de archivos solo usan ocho caracteres para el nombre y tres para la extensión; así, DOCUME~1.txt será el primero de los archivos cuyo nombre empieza por «docume» y tiene extensión «.txt».
- En el lenguaje de programación C++ se utiliza como prefijo del nombre del destructor de clases.
- En varios lenguajes de programación C++, Java es el operador unario que invierte todos los bits de un entero (NOT bit a bit).
- En el lenguaje de programación Matlab (y Octave) representa la negación (not). Por ejemplo: 1~=3 devolvería un (True).
- En el lenguaje de programación visual Pure Data, que un objeto incluya virgulilla en su nombre significa que genera o manipula señal de audio. Por ejemplo [osc~ 440].
- En el lenguaje de programación ABAP se utiliza para las sentencias OpenSQL de tipo JOIN empleándose para distinguir el alias de cada tabla en la instrucción. Ejemplo: t1~columna1, t2~columna1.

Tiene como correspondencia en el código ASCII 126.

#### Wikipedia y otros proyectos wiki
En Wikipedia se utiliza la virgulilla, y específicamente repitiendo este signo cuatro veces, pues de esta manera se marca la firma del wikipedista que está escribiendo un texto en por ejemplo una página de discusión.

#### Escritura con teclado de ordenador
Según el teclado utilizado se puede obtener con distintas combinaciones de teclas:
- Con un teclado QWERTY para España: Alt Gr+4
- Con un teclado QWERTY para Hispanoamérica: Alt Gr++
- Usando el teclado numérico: Alt+126
- Con macOS: ⌥ Option+n

Los caracteres combinados ã, õ y ñ se pueden obtener con las siguientes combinaciones:
- Con un teclado QWERTY para España:
  - En Windows: Alt Gr+4 y posteriormente a para ã, o para õ, n para ñ.
  - En Linux: Alt Gr+¡ y posteriormente a para ã, o para õ, n para ñ.
- Con un teclado QWERTY para Hispanoamérica: Alt Gr++ y posteriormente a para ã, o para õ, n para ñ.
- Usando el teclado numérico: Alt+198 para ã, Alt+199 para Ã, Alt+228 para õ, Alt+229 para Õ, Alt+164 para ñ y Alt+165 para Ñ.
- Con macOS: ⌥ Option+n y posteriormente a para ã, o para õ, n para ñ.

## Unicode

### Variantes y similares
Unicode tiene códigos para muchas formas de tilde no combinadas, para símbolos que incorporan tildes y para caracteres visualmente similares a una tilde. 
| Carácter | Código  | Nombre                                            | Descripción |
| -------- | ------- | ------------------------------------------------- | --- |
| ~        | U+007E  | VIRGULILLA                                        | La tilde del teclado. Alineación de altura central.                                                                               |
| ˜        | U+02DC  | SMALL TILDE                                       | Una versión espaciada del diacrítico combinado de tilde.                                                                          |
| ˷        | U+02F7  | MODIFIER LETTER LOW TILDE                         | Una versión espaciada del diacrítico combinado de tilde.                                                                          |
| ◌̃        | U+0303  | COMBINING TILDE                                   | Usado en el AFI para indicar una vocal nasal.                                                                                     |
| ◌̰        | U+0330  | COMBINING TILDE BELOW                             | Se utiliza en el AFI para indicar voz chirriante.                                                                                 |
| ◌̴        | U+0334  | COMBINING TILDE OVERLAY                           | Sobrescribe la letra anterior. Se utiliza en AFI para indicar velarización o faringealización                                     |
| ◌̾        | U+033E  | COMBINING VERTICAL TILDE                          | |
| ◌͂        | U+0342  | COMBINING GREEK PERISPOMENI                       | Utilizado como acento en griego antiguo bajo el nombre de «circunflejo»; también se puede escribir como una breve invertida.      |
| ◌͊        | U+034A  | COMBINING NOT TILDE ABOVE                         | Usado como extensión del AFI para indicar una denasalización.                                                                     |
| ◌͋        | U+034B  | COMBINING HOMOTHETIC ABOVE                        | Usado como extensión del AFI para indicar una fricativa nareal.                                                                   |
| ◌͠◌       | U+0360  | COMBINING DOUBLE TILDE                            | Un signo diacrítico que se aplica a un par de letras.                                                                             |
| ◌֘        | U+0598  | HEBREW ACCENT ZARQA                               | Marca de cantilación hebrea. |
| ◌֮        | U+05AE  | HEBREW ACCENT ZINOR                               | Marca de cantilación hebrea. |
| ◌᷉        | U+1DC9  | COMBINING ACUTE-GRAVE-ACUTE                       | Utilizado en el AFI como marca de tono.                                                                                           |
| ⁓        | U+2053  | SWUNG DASH                                        | Un signo de puntuación. |
| ∼        | U+223C  | TILDE OPERATOR                                    | Utilizado en matemáticas. En línea. Los extremos no están tan curvados.                                                           |
| ∽        | U+223D  | REVERSED TILDE                                    | En algunas fuentes es la simple imagen especular de la tilde; otros extienden las puntas para que parezcan una ᔕ o una ∞ abierta. |
| ∿        | U+223F  | SINE WAVE                                         | Se utiliza en electrónica para indicar corriente alterna, en lugar de +, − o ⎓ para corriente continua.                           |
| ≁        | U+2241  | NOT TILDE                                         | |
| ≂        | U+2242  | MINUS TILDE                                       | |
| ≃        | U+2243  | ASYMPTOTICALLY EQUAL TO                           | |
| ≄        | U+2244  | NOT ASYMPTOTICALLY EQUAL TO                       | |
| ≅        | U+2245  | APPROXIMATELY EQUAL TO                            | |
| ≆        | U+2246  | APPROXIMATELY BUT NOT ACTUALLY EQUAL TO           | |
| ≇        | U+2247  | NEITHER APPROXIMATELY NOR ACTUALLY EQUAL TO       | |
| ≈        | U+2248  | ALMOST EQUAL TO                                   | |
| ≉        | U+2249  | NOT ALMOST EQUAL TO                               | |
| ≊        | U+224A  | ALMOST EQUAL OR EQUAL TO                          | |
| ≋        | U+224B  | TRIPLE TILDE                                      | |
| ≌        | U+224C  | ALL EQUAL TO                                      | |
| ⋍        | U+22CD  | REVERSED TILDE EQUALS                             | |
| ⍨        | U+2368  | APL FUNCTIONAL SYMBOL TILDE DIAERESIS             | |
| ⍫        | U+236B  | APL FUNCTIONAL SYMBOL DEL TILDE                   | |
| ⍭        | U+236D  | APL FUNCTIONAL SYMBOL STILE TILDE                 | |
| ⍱        | U+2371  | APL FUNCTIONAL SYMBOL DOWN CARET TILDE            | |
| ⍲        | U+2372  | APL FUNCTIONAL SYMBOL UP CARET TILDE              | |
| ⥲        | U+2972  | TILDE OPERATOR ABOVE RIGHTWARDS ARROW             | |
| ⥳        | U+2973  | LEFTWARDS ARROW ABOVE TILDE OPERATOR              | |
| ⥴        | U+2974  | RIGHTWARDS ARROW ABOVE TILDE OPERATOR             | |
| ⧤        | U+29E4  | EQUALS SIGN AND SLANTED PARALLEL WITH TILDE ABOVE | |
| ⨤        | U+2A24  | PLUS SIGN WITH TILDE ABOVE                        | |
| ⨦        | U+2A26  | PLUS SIGN WITH TILDE BELOW                        | |
| ⩪        | U+2A6A  | TILDE OPERATOR WITH DOT ABOVE                     | |
| ⩫        | U+2A6B  | TILDE OPERATOR WITH RISING DOTS                   | |
| ⩳        | U+2A73  | EQUALS SIGN ABOVE TILDE OPERATOR                  | |
| ⫇        | U+2AC7  | SUBSET OF ABOVE TILDE OPERATOR                    | |
| ⫈        | U+2AC8  | SUPERSET OF ABOVE TILDE OPERATOR                  | |
| ⫳        | U+2AF3  | PARALLEL WITH TILDE OPERATOR                      | |
| ⭁        | U+2B41  | REVERSE TILDE OPERATOR ABOVE LEFTWARDS ARROW      | |
| ⭇        | U+2B47  | REVERSE TILDE OPERATOR ABOVE RIGHTWARDS ARROW     | |
| ⭉        | U+2B49  | TILDE OPERATOR ABOVE LEFTWARDS ARROW              | |
| ⭋        | U+2B4B  | LEFTWARDS ARROW ABOVE REVERSE TILDE OPERATOR      | |
| ⭌        | U+2B4C  | RIGHTWARDS ARROW ABOVE REVERSE TILDE OPERATOR     | |
| ⸛        | U+2E1B  | TILDE WITH RING ABOVE                             | |
| ⸞        | U+2E1E  | TILDE WITH DOT ABOVE                              | |
| ⸟        | U+2E1F  | TILDE WITH DOT BELOW                              | |
| ⸯ        | U+2E2F  | VERTICAL TILDE                                    | |
| 〜       | U+301C  | WAVE DASH                                         | Utilizado en la puntuación japonesa.                                                                                              |
| 〰       | U+3030  | WAVY DASH                                         | |
| ◌︢        | U+FE22  | COMBINING DOUBLE TILDE LEFT HALF                  | |
| ◌︣        | U+FE23  | COMBINING DOUBLE TILDE RIGHT HALF                 | |
| ◌︩        | U+FE29  | COMBINING TILDE LEFT HALF BELOW                   | |
| ◌︪        | U+FE2A  | COMBINING TILDE RIGHT HALF BELOW                  | |
| ﹋       | U+FE4B  | WAVY OVERLINE                                     | |
| ﹏       | U+FE4F  | WAVY LOW LINE                                     | |
| ～       | U+FF5E  | FULLWIDTH TILDE                                   | Em ancho. En línea. Los extremos no están muy curvados.                                                                           |
| ~        | U+E007E | TAG TILDE                                         | Carácter de control de etiqueta de formato.                                                                                       |

### Caracteres precompuestos
Varios caracteres en Unicode tienen tilde precompuesta.
| Caracteres precompuestos Unicode con tilde diacrítica | Caracteres precompuestos Unicode con tilde diacrítica | Caracteres precompuestos Unicode con tilde diacrítica   |
| Letra                                                 | Código                                                | Nombre                                                  |
| ----------------------------------------------------- | ----------------------------------------------------- | ------------------------------------------------------- |
| Ẵ                                                     | U+1EB4                                                | LATIN CAPITAL LETTER A WITH BREVE AND TILDE             |
| ẵ                                                     | U+1EB5                                                | LATIN SMALL LETTER A WITH BREVE AND TILDE               |
| Ẫ                                                     | U+1EAA                                                | LATIN CAPITAL LETTER A WITH CIRCUMFLEX AND TILDE        |
| ẫ                                                     | U+1EAB                                                | LATIN SMALL LETTER A WITH CIRCUMFLEX AND TILDE          |
| Ã                                                     | U+00C3                                                | LATIN CAPITAL LETTER A WITH TILDE                       |
| ã                                                     | U+00E3                                                | LATIN SMALL LETTER A WITH TILDE                         |
| ᵬ                                                     | U+1D6C                                                | LATIN SMALL LETTER B WITH MIDDLE TILDE                  |
| ᵭ                                                     | U+1D6D                                                | LATIN SMALL LETTER D WITH MIDDLE TILDE                  |
| Ễ                                                     | U+1EC4                                                | LATIN CAPITAL LETTER E WITH CIRCUMFLEX AND TILDE        |
| ễ                                                     | U+1EC5                                                | LATIN SMALL LETTER E WITH CIRCUMFLEX AND TILDE          |
| Ḛ                                                     | U+1E1A                                                | LATIN CAPITAL LETTER E WITH TILDE BELOW                 |
| ḛ                                                     | U+1E1B                                                | LATIN SMALL LETTER E WITH TILDE BELOW                   |
| Ẽ                                                     | U+1EBC                                                | LATIN CAPITAL LETTER E WITH TILDE                       |
| ẽ                                                     | U+1EBD                                                | LATIN SMALL LETTER E WITH TILDE                         |
| ᵮ                                                     | U+1D6E                                                | LATIN SMALL LETTER F WITH MIDDLE TILDE                  |
| Ḭ                                                     | U+1E2C                                                | LATIN CAPITAL LETTER I WITH TILDE BELOW                 |
| ḭ                                                     | U+1E2D                                                | LATIN SMALL LETTER I WITH TILDE BELOW                   |
| Ĩ                                                     | U+0128                                                | LATIN CAPITAL LETTER I WITH TILDE                       |
| ĩ                                                     | U+0129                                                | LATIN SMALL LETTER I WITH TILDE                         |
| Ɫ                                                     | U+2C62                                                | LATIN CAPITAL LETTER L WITH MIDDLE TILDE                |
| ɫ                                                     | U+026B                                                | LATIN SMALL LETTER L WITH MIDDLE TILDE                  |
| ꭞ                                                     | U+AB5E                                                | MODIFIER LETTER SMALL L WITH MIDDLE TILDE               |
| ꬸ                                                     | U+AB38                                                | LATIN SMALL LETTER L WITH DOUBLE MIDDLE TILDE           |
| ᷬ                                                      | U+1DEC                                                | COMBINING LATIN SMALL LETTER L WITH DOUBLE MIDDLE TILDE |
| ᵯ                                                     | U+1D6F                                                | LATIN SMALL LETTER M WITH MIDDLE TILDE                  |
| ᵰ                                                     | U+1D70                                                | LATIN SMALL LETTER N WITH MIDDLE TILDE                  |
| Ñ                                                     | U+00D1                                                | LATIN CAPITAL LETTER N WITH TILDE                       |
| ñ                                                     | U+00F1                                                | LATIN SMALL LETTER N WITH TILDE                         |
| Ỗ                                                     | U+1ED6                                                | LATIN CAPITAL LETTER O WITH CIRCUMFLEX AND TILDE        |
| ỗ                                                     | U+1ED7                                                | LATIN SMALL LETTER O WITH CIRCUMFLEX AND TILDE          |
| Ỡ                                                     | U+1EE0                                                | LATIN CAPITAL LETTER O WITH HORN AND TILDE              |
| ỡ                                                     | U+1EE1                                                | LATIN SMALL LETTER O WITH HORN AND TILDE                |
| Ṍ                                                     | U+1E4C                                                | LATIN CAPITAL LETTER O WITH TILDE AND ACUTE             |
| ṍ                                                     | U+1E4D                                                | LATIN SMALL LETTER O WITH TILDE AND ACUTE               |
| Ṏ                                                     | U+1E4E                                                | LATIN CAPITAL LETTER O WITH TILDE AND DIAERESIS         |
| ṏ                                                     | U+1E4F                                                | LATIN SMALL LETTER O WITH TILDE AND DIAERESIS           |
| Ȭ                                                     | U+022C                                                | LATIN CAPITAL LETTER O WITH TILDE AND MACRON            |
| ȭ                                                     | U+022D                                                | LATIN SMALL LETTER O WITH TILDE AND MACRON              |
| Õ                                                     | U+00D5                                                | LATIN CAPITAL LETTER O WITH TILDE                       |
| õ                                                     | U+00F5                                                | LATIN SMALL LETTER O WITH TILDE                         |
| ᵱ                                                     | U+1D71                                                | LATIN SMALL LETTER P WITH MIDDLE TILDE                  |
| ᵳ                                                     | U+1D73                                                | LATIN SMALL LETTER R WITH FISHHOOK AND MIDDLE TILDE     |
| ᵲ                                                     | U+1D72                                                | LATIN SMALL LETTER R WITH MIDDLE TILDE                  |
| ꭨ                                                     | U+AB68                                                | LATIN SMALL LETTER TURNED R WITH MIDDLE TILDE           |
| ᵴ                                                     | U+1D74                                                | LATIN SMALL LETTER S WITH MIDDLE TILDE                  |
| ᵵ                                                     | U+1D75                                                | LATIN SMALL LETTER T WITH MIDDLE TILDE                  |
| Ữ                                                     | U+1EEE                                                | LATIN CAPITAL LETTER U WITH HORN AND TILDE              |
| ữ                                                     | U+1EEF                                                | LATIN SMALL LETTER U WITH HORN AND TILDE                |
| Ṹ                                                     | U+1E78                                                | LATIN CAPITAL LETTER U WITH TILDE AND ACUTE             |
| ṹ                                                     | U+1E79                                                | LATIN SMALL LETTER U WITH TILDE AND ACUTE               |
| Ṵ                                                     | U+1E74                                                | LATIN CAPITAL LETTER U WITH TILDE BELOW                 |
| ṵ                                                     | U+1E75                                                | LATIN SMALL LETTER U WITH TILDE BELOW                   |
| Ũ                                                     | U+0168                                                | LATIN CAPITAL LETTER U WITH TILDE                       |
| ũ                                                     | U+0169                                                | LATIN SMALL LETTER U WITH TILDE                         |
| Ṽ                                                     | U+1E7C                                                | LATIN CAPITAL LETTER V WITH TILDE                       |
| ṽ                                                     | U+1E7D                                                | LATIN SMALL LETTER V WITH TILDE                         |
| Ỹ                                                     | U+1EF8                                                | LATIN CAPITAL LETTER Y WITH TILDE                       |
| ỹ                                                     | U+1EF9                                                | LATIN SMALL LETTER Y WITH TILDE                         |
| ᵶ                                                     | U+1D76                                                | LATIN SMALL LETTER Z WITH MIDDLE TILDE                  |